# NGC 5430
NGC 5430 est une galaxie spirale barrée située dans la constellation de la Grande Ourse. Sa vitesse par rapport au fond diffus cosmologique est de 3 067 ± 8 km/s, ce qui correspond à une distance de Hubble de 45,2 ± 3,2 Mpc (∼147 millions d'al). NGC 5430 a été découverte par l'astronome germano-britannique William Herschel en 1790.
NGC 5430 a été utilisée par Gérard de Vaucouleurs comme une galaxie de type morphologique (R1':)SB(s)b dans son atlas des galaxies,.
La classe de luminosité de NGC 5430 est II et elle présente une large raie HI. Elle renferme également des régions d'hydrogène ionisé. C'est aussi une galaxie à sursaut de formation d'étoiles et peut-être une galaxie de Wolf-Rayet. NGC 5430 est une galaxie dont le noyau brille dans le domaine de l'ultraviolet. Elle est inscrite dans le catalogue de Markarian sous la cote Mrk 799 (MK 799). La luminosité de NGC 5430 dans l'infrarouge lointain (de 40 à 400 µm)  est égale à 5,50 × 1010 {\displaystyle L_{\odot }} (1010,74{\displaystyle L_{\odot }}) et sa luminosité totale dans l'infrarouge (de 8 à 1 000 µm) est de 7,59 × 1010 {\displaystyle L_{\odot }} (1010,88{\displaystyle L_{\odot }}).
À ce jour, une dizaine de mesures non basées sur le décalage vers le rouge (redshift) donnent une distance de 39,420 ± 4,387 Mpc (∼129 millions d'al), ce qui est à l'intérieur des valeurs de la distance de Hubble. Notons que c'est avec la valeur moyenne des mesures indépendantes, lorsqu'elles existent, que la base de données NASA/IPAC calcule le diamètre d'une galaxie et qu'en conséquence le diamètre de NGC 5430 pourrait être d'environ 38,2 kpc (∼125 000 al) si on utilisait la distance de Hubble pour le calculer.